# Escut (arma)

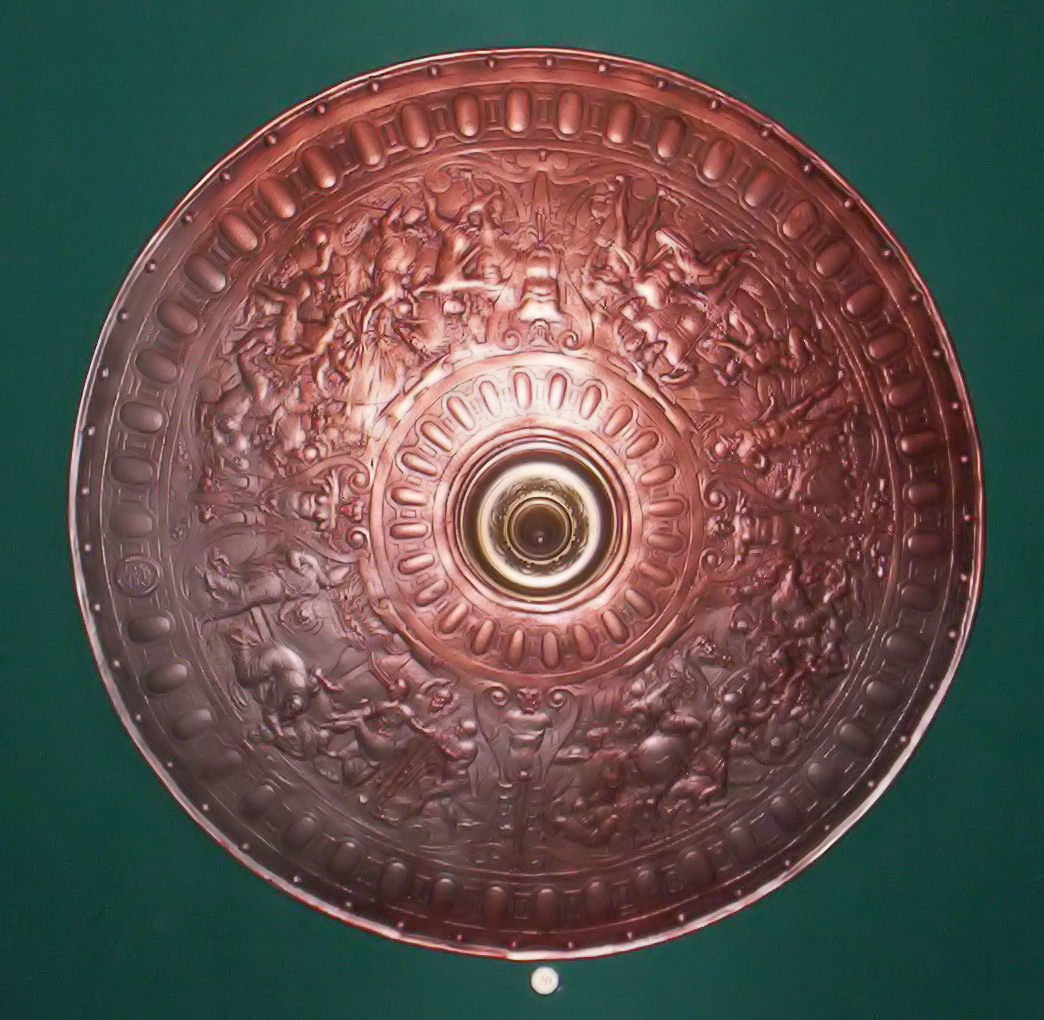
Un escut de bronze

Un escut és una arma defensiva manual formada per una làmina metàl·lica o una post folrada de cuir o metall, per soldats de peu, cavallers i cavalleria, que es subjectava mitjançant una empunyadura central o portava al braç subjectada amb corretges. Segons la forma, que va variar històricament, les mides i la seva funció, a l'edat mitjana l'escut va rebre altres noms, com ara broquer (petit, bombat del mig, ordinàriament de fusta folrada de pell), pavès, rodella, tarja, darga, etc., mentre que el terme "escut" s'aplicava a l'arma defensiva de perfil triangular. La cara exterior de l'escut podia estar decorada amb un senyal heràldic, pintat damunt la superfície plana o enguixada per a donar-li relleu. Aquest costum va donar origen als anomenats escuts d'armes o armories.
Els escuts varien molt en mida i forma, des de grans panells que protegeixen tot el cos del portador fins a models petits (com el buckle) que estaven destinats al combat cos a cos. Els escuts també varien molt en gruix; mentre que alguns escuts estaven fets de taulons de fusta relativament profunds i absorbents per protegir els soldats de l'impacte de llances i ballestes, d'altres eren més prims i lleugers i dissenyats principalment per desviar els cops de fulles (com el roromaraugi o qauata de les Illes Salomon). Finalment, els escuts varien molt en la seva forma, que van de la rodonesa a l'angularitat, la longitud i l'amplada proporcionals, la simetria i el patró de les vores; diferents formes proporcionen una protecció més òptima per a la infanteria o la cavalleria, milloren la portabilitat, proporcionen usos secundaris com la protecció de vaixells o com a arma, etc.
A la prehistòria i durant l'època de les primeres civilitzacions, els escuts eren fets de fusta, pell d'animals, canyes teixides o vímet. A l'antiguitat clàssica, les invasions bàrbares i l'Edat Mitjana, normalment es construïen amb àlber, til·ler o una altra fusta resistent a l'escletxa, cobertes en alguns casos amb un material com el cuir o la pell crua i sovint reforçades amb un capçal, una vora o un metall. banda.
Segons l'època i el lloc, els escuts podrien ser rodons, ovalats, quadrats, rectangulars, triangulars, bilabials o festonats. De vegades adoptaven la forma d'estels o planxes, o tenien tapes arrodonides sobre una base rectangular amb potser un forat per als ulls, per mirar a través quan s'utilitzaven en combat.

## Mur d'escuts
La formació d'un mur d'escuts és una tàctica militar que era habitual en moltes cultures a l'època de la guerra pre-moderna. Hi havia moltes lleugeres variacions d'aquesta tàctica entre aquestes cultures, però en general, un mur d'escuts era una "paret d'escuts" formada per soldats que estaven en formació espatlla amb espatlla, que sostenien els seus escuts perquè estiguessin contraposats o superposats. Cada soldat es beneficia de la protecció tant dels escuts dels seus veïns com dels seu.
- Els murs d’escuts foren esmentats per Heròdot. El seu ús era atribuït als perses, que protegien els arquers amb llancers i escuts de vímet.[3][4][5][6]
- A la batalla de Hastings els saxons es feren forts amb un mur d'escuts.[7]

## Escuts a la Ilíada
Homer parla d'escuts fets amb set pell de bou sobreposades. I una capa frontal de bronze.

## Escuts catalans
Marí Sanuto el Vell, cap al 1307, recomanava als croats de Terra Santa els escuts catalans, resistents i lleugers.
| «                                                                                  | ... expedit tot esse clippeos in exercitu iam prædicto, quod quilibet dictæ gentis suo clippeo , loco et tempore ordinato , uti valeat et habere ; qui quidem clippei fecundum Cateloniæ usum facti, bonitati conueniant et etiam levitati : cuius ratio est ista : ... | » |
| — Marí Sanuto. Gesta Dei Per Francos Sive Orientalium Expeditionum. Cap.VIII p.59. | |   |

## Documents
L'estudi dels escuts i les seves variants pot emprar la consulta de tota mena de documents. Una mostra aleatòria i no exhaustiva, ordenada cronològicament, a continuació.
- 215 aC. Batalla de Cannes. Escuts de vímet en tropes hispanes i gal·les.[12][13][14]

- 1331. Pavès. "...Sexaginta octo paveses...".[15]

- 1341. Broquer. «No gos portar... scut de racha, ni bracerola, ni broquer».[16]

- 1388. "Item inveni in porticho supra scalam hospicii patris mei memorati sex pauessos cum signo de Vida , in pariete..."[17]

- 1394. Tarja. "De la altra part [de la moneda] sia lo Timbre del dit senyor Rey, ab la Targe Reyal deiús..."[18]

- 1438. "Per treballs meus de fer e obrar sis adargues e metre aquelles a punt ab tots sos arreus, de dos cuyros de brúffols..." (àpoca d'un corretger)

- c.1600. Luís de Góngora y Argote. "...escudos pintan escudos...".[19]

- 1631. "Bouclier" en sentit figurat.[20]

- 1698. Definició de "pelta", l'escut dels peltastes (soldats d'infanteria lleugera).[21]

- 1722. "Pelta" segons Dionisi d'Halicarnàs.[22]

- 1848. Termes llatins per a escuts.[23]

- 1854. "Broquel" (en castellà).[24]

- 1865. "Cetra".[25]

- 1886. Escuts natius americans.[26][27][28]

- 1886. Escuts dels zulu.[29]

## Altres escuts

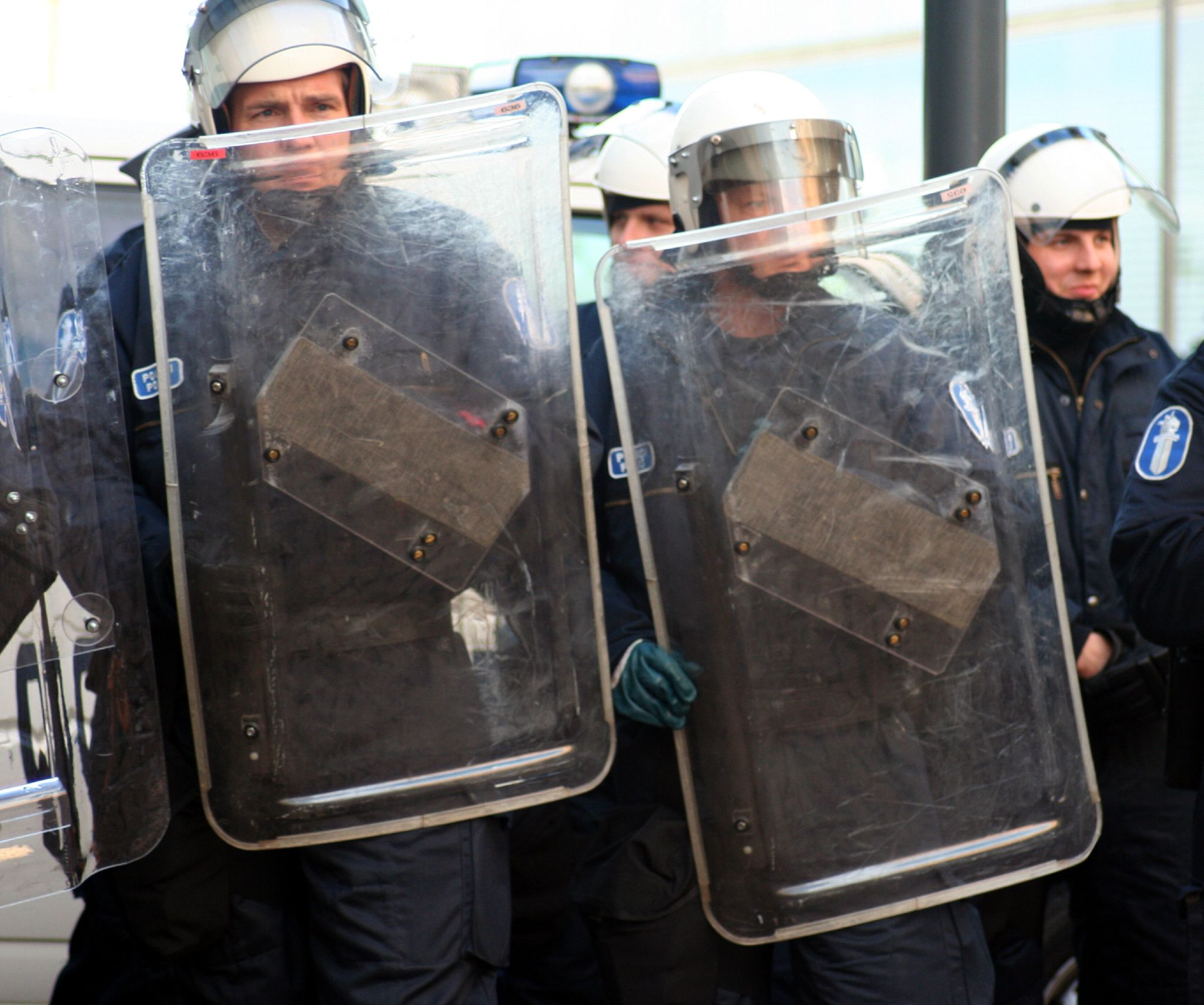
Escuts de plàstic en unitats finlandeses de control d’aldarulls.